# 峠の森自然公園

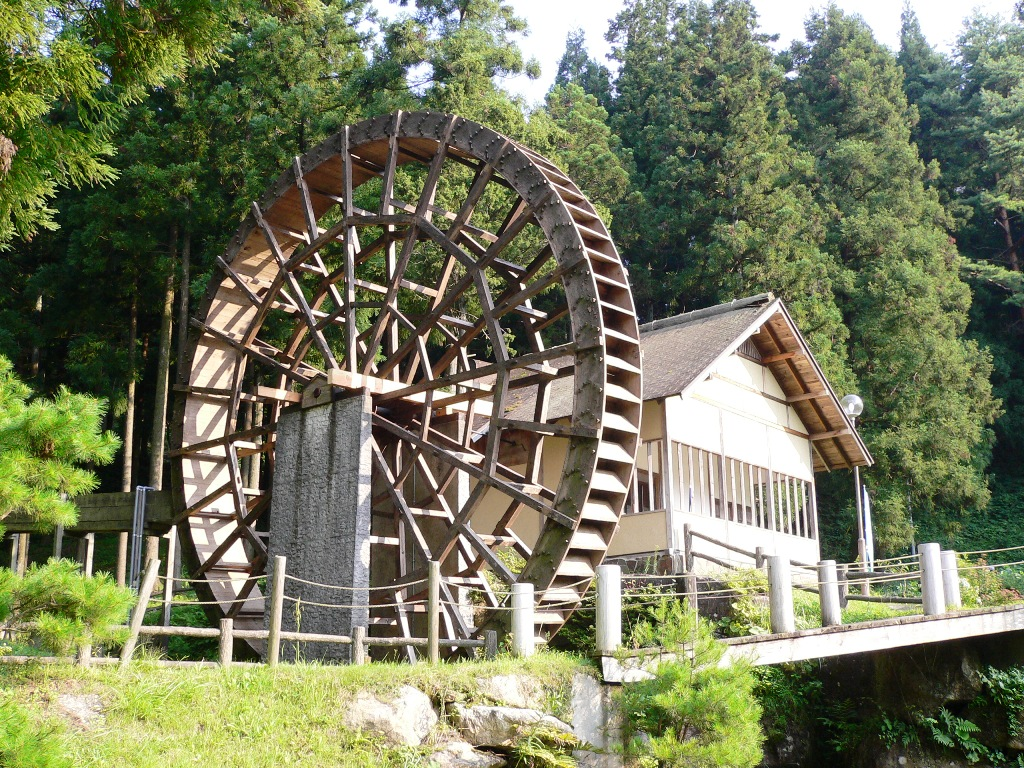
そば打ち体験施設と水車

峠の森自然公園（とうげのもりしぜんこうえん）は、福島県伊達郡川俣町が運営するレクリェーション施設である。川俣町花塚山の中腹に位置し、1983年（昭和58年）に川俣町が整備した。
山林の中に、そば打ち体験施設、バンガロー、キャンプ場、研修室が設置されている。開園時期は4月 - 11月で、それ以外の冬季は閉鎖される。
「自然公園」の名が付いているが、自然公園法に基づく自然公園ではない。

## 施設

### そば打ち体験施設
直径10mの水車で挽いたそばを、地元のそば研究会のメンバーの指導で、そば打ち体験できる。
- 使用料 	
  - 施設使用料（1時間） 	
    - 9：00 - 17：00　　　310円
    - 17：00 - 21：00　　　520円

※　そば打ち体験の指導を受ける場合は、この他体験料が必要。

※　日曜日・祝日の10時から2時までは、500円で手打ちそばが、味わえる。（5月〜11月）

### バンガローなど
- 使用料 	
  - バンガロー　　　1棟　1泊 2,620円　日帰 1,570円
  - キャンプ場　　　無料（要予約）
  - 管理棟研修室（和室）1時間
    - 9：00 - 17：00　　150円
    - 17：00 - 21：00　　210円

  - 管理棟研修室（洋室）1時間
    - 9：00 - 17：00　　210円
    - 17：00 - 21：00　　310円

## 所在地・交通
- 福島県伊達郡川俣町飯坂字上切伏地内
- アクセス 	
  - 東北自動車道福島西ICから約26km、同二本松ICから約26km
  - JR東北新幹線福島駅から約24km